# Красна дин Деал (Горж)
Красна дин Деал (рум. Crasna din Deal) насеље је у Румунији у округу Горж у општини Красна. Oпштина се налази на надморској висини од 542 m.

## Становништво
Према подацима из 2002. године у насељу је живело 493 становника, од којих су сви румунске националности.